# Hohenberg, Niederösterreich
Hohenberg är en ort och kommun  i Österrike. Den ligger i distriktet Lilienfeld i förbundslandet Niederösterreich, 65 km sydväst om huvudstaden Wien. 
Kommunen består av fem orter (Ortschaften) (inom parentes invånarantal 1 januari 2024):
- Andersbach (33)
- Furthof (242)
- Hofamt (225)
- Hohenberg (801)
- Innerfahrafeld (109)